# Digitaria velutina
Digitaria velutina là một loài thực vật có hoa trong họ Hòa thảo. Loài này được (Forssk.) P.Beauv. mô tả khoa học đầu tiên năm 1812.